# Sinagoga de Tomar
La sinagoga de Tomar es la mejor conservada de las sinagogas medievales de Portugal. Se encuentra ubicada en el centro histórico de la ciudad de Tomar, y alberga un pequeño museo judío.
La sinagoga de Tomar fue construida a mediados del siglo XV por la próspera comunidad judía de la ciudad. Desde el exterior, no parece diferente de las otras casas de la calle. La actual entrada principal, que da hacia el norte, no existía en la Edad Media. Era el arco gótico que apunta hacia el Este - en dirección de Jerusalén - el que solía ser la entrada principal al templo.